# Karooistiden

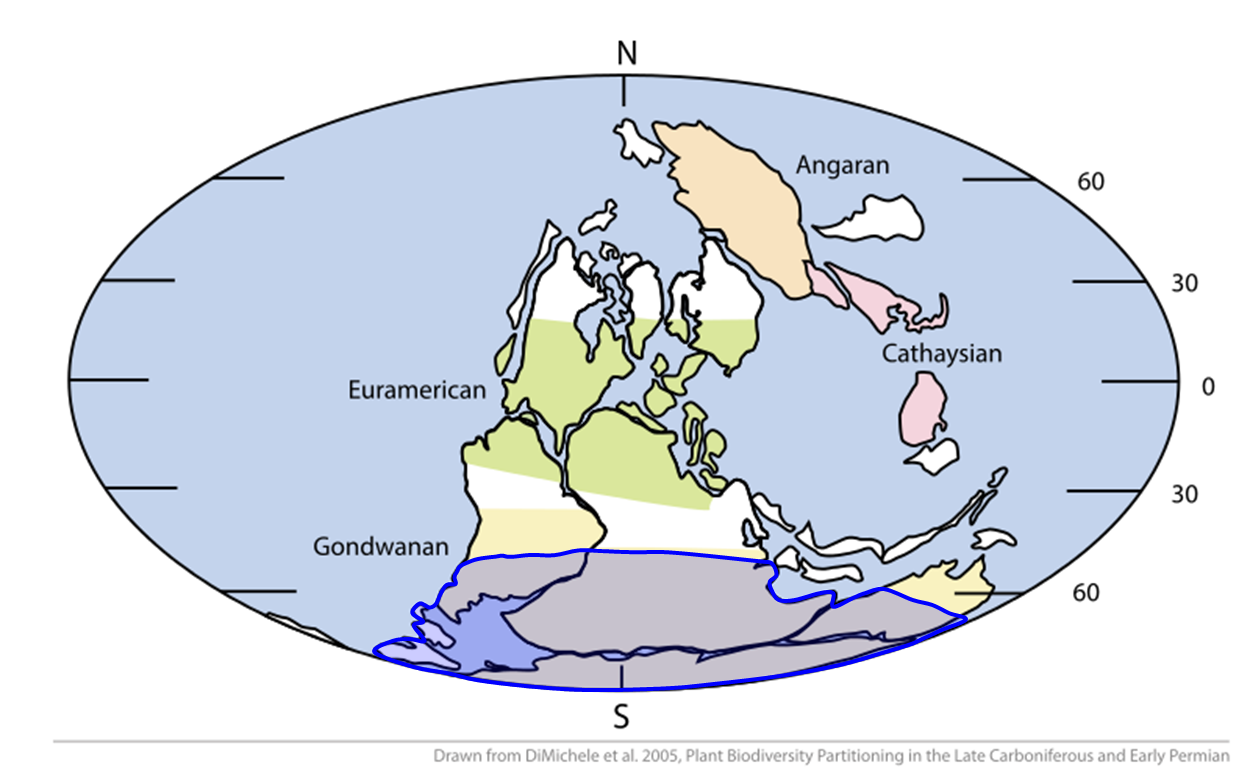
Jorden under Karooistiden. Nedisade delar av Gondwana under perioden Permo-Carboniferous i blå färg.

Karooistiden var den fjärde kända istiden på Jorden. Den inträffade för cirka 360 miljoner år sedan, och varade i cirka 100 miljoner år.